# يان والاس (كاتب للأطفال)
يان والاس هو كاتب للأطفال كندي، ولد في 1950 في نياجارا فولز في كندا.

## وصلات خارجية
- الموقع الرسمي